# 집단 행위
집단 행위(集團行爲, 영어: collective action)는 각자의 환경을 개선하고, 공동의 목표에 다다르고자 하는 그룹이 함께 취하는 행동을 의미한다. 집단행위의 이론과 형태는 심리학, 사회학, 인류학, 정치 과학과 경제학의 많은 영역에서 나타나고 있다.

## 사회 정체성 모델
Martijn van Zomeren, Tom Postmes 과 Russell Spears 연구원은 이러한 현상의 선행 조건을 설명하기 위한 세 가지 주요 사회심리학적 관점을 통합하기 위해 180개가 넘는 집단행동 사례의 메타분석을 실시했다. 이들은 2008년 리뷰 논문에서 집단 행동을 위한 예측 능력과 더불어 세 예측 변수 사이의 상호 관계를 설명하는 통합적 사회 정체성 모델(SIMCA)을 제안했다. SIMCA에서 중요한 것은 사람들이 주관적으로 불리하다고 생각하는 상황에 반응한다는 내용이다.

### 인식된 불평등
인지하고 있는 불평등을 통한 집단 행동의 조사는 초기에 상대적 박탈감 이론 (RDT)을 따라갔다. 상대적 박탈감 이론은 부당한 불이익을 받아들이는 주관적인 감정에 초점을 맞추었는데, 이는 그룹으로 이루어져 있는 이해집단 사이에서 사회적 비교를 당할 시 집단 행동을 초래할 수 있다고 주장한다. 분노와 같은 인식된 불의로 인한 집단 기반 감정은 불공평한 상태를 바로잡기 위한 시도를 위해 집단 행동의 동기를 부여하는 것으로 생각된다. 개인이 이러한 박탈에 반응하는 정도는 여러 가지 다른 요인을 포함하며, 반응 역시 극도로 높은 반응에서 극도로 반응까지 다양하다. 메타적 분석 결과, 부당한 상황의 영향력이 집단행동을 인과적으로 예측하는 것으로 확인되어 이러한 변수의 이론적인 중요성을 부각시켰다.

### 인식 효과
상대적 박탈감 이론(RDT)을 넘어서서, 학자들은 불의의 감각과 더불어 사람들은 사회적인 항의를 통해서 변화를 만드는데에 필요한 객관적이고 구조적인 자원을 가져야한다고 제안했다. 중요한 심리적 발전은 이 연구가 집단 기반 목표를 달성하기 위한 실행 가능한 선택이라는 주관적인 기대와 믿음을 지향하는 것을 보았다. 이것은 인지된 집단적 효능이라고 불린다. 경험적으로, 집단적 효능은 다양한 맥락에 걸친 많은 인구 집단들 사이에서 집단적 행동에 인과적으로 영향을 미치는 것으로 나타난다.

### 사회적 정체성
사회적 정체성 이론(Social Identity Theory)은 사람들이 그들이 속해있는 그룹의 소속감과 관련된 긍정적인 사회 정체성을 성취하고 유지하기 위해 노력한다는 것을 암시한다. 집단 구성원이 불이익을 받는 경우, (예: 낮은 지위로 인한 불이익) 사회적 정체성 이론은 집단의 조건을 개선하기 위한 세 가지 변수를 제시한다. 첫 번째, 집단의 경계성의 투과성, 두 번째, 집단간 구조의 정당성, 그리고 이 두 가지의 변수를 안정화 시키는 것이다. 예를 들어, 혜택 받지 못한 그룹이 그룹 간 상태 관계를 불법적이고 불안정한 것으로 인식할 때, 혜택 받지 못한 그룹의 개선을 위해 상태 구조를 변경하려는 시도에서 집단 행위가 발생할 것으로 예측할 수 있다.
메타적 분석 결과는 사회적 정체성이 다양한 맥락에서 집단 행동을 인과적으로 예측한다는 것을 확인시켜 준다. 또한 통합 SIMCA는 사회적 정체성에 또 다른 중요한 역할을 한다. 집단적 효능감과 집단적 부당성이 모두 한 곳에 모을 수 있는 집단적 기반을 형성하기 위한 심리적 다리의 역할이 그것이다.

### 모델 개선
집단행동에 대한 SIMCA의 핵심 이론적 변수의 인과적 중요성에 대한 건전한 경험적 지지가 있지만, 보다 최근의 문헌들은 집단 행동에서 사회 정체성의 관련적이고 뚜렷한 캡슐화 모델에 대한 지지를 찾으면서 역 인과관계 문제를 다루었다. 이 모델은 집단 효능감과 부당성을 지각하는 것이 사회적 정체성이 나타나는 원인이라는 근거를 제공하며, 집단행동에 대한 대안적 인과 경로를 강조하고 있음을 이야기한다. 최근의 관련 연구는 SIMCA를 그룹 간의 접촉 이론과 통합하려고 노력했다. (카칼, 휴스톤, 슈워, 히스의 연구가 이에 해당한다.) 그리고 다른 연구자들은 집단 행동 문헌과 도덕성 연구를 연결함으로써 SIMCA를 확장했다. (반 조메렌, 포스트메스, 스피어)

## 공공재
경제 이론에 속하는 집단 행위는 두 명 이상의 개인이 협력하여 공공재(및 기타 집단소비)를 제공하고, 외부효과가 집단행동에 미치는 영향에 대해 주로 서술하고 있다.
일반적으로는 공공선택(Public Choice)이라고 부르는데, 1965년 맨슈어 올슨이 저술한 <집단 행동의 논리: 공공재와 그룹 이론> (The Logic of Collective Action: Public Goods and the Theory of Groups) 은 공공재 비용 문제에 대한 초기의 분석을 보여준다.
경제학 외에도, 이 이론은 정치학, 사회학, 의사소통, 인류학, 환경적 분야에서 응용할 수 있다.

### 집단 행위 문제
집단 행동 문제라는 용어는 여러 개인이 특정 행동으로부터 이익을 얻을 수 있는 상황이지만 관련 비용의 부담이 크기 때문에 개인이 혼자서 수행, 해결할 수 없다는 것을 설명한다.
이러한 상황에서 가장 이상적인 해결책은 이것을 집단 행동을 통해서 해결하는 것이며, 관련 비용은 집단과 함께 공유된다. 하지만 이와 같은 해결책에는 죄수의 딜레마, 의사소통이 허용되지 않는 집단행동 문제, 무임승차 문제, 공공 접근의 문제라고도 알려진 공유지의 비극 등이 포함된다. 이러한 문제를 설명하는 데 사용되는 은유는 "고양이 목에 방울 달기"라고도 한다.
집단 행동 문제에 대한 해결책으로는 상호 구속력 있는 협정, 정부 규제, 민영화, 크라우드 액팅(crowdacting)이라고도 알려진 보증 계약 등이 있다.

### 소규모 집단의 과다한 소유
맨슈어 올슨은 개인은 합리적으로 생각하기 때문에, 더 많은 자원을 가진 개인은 제공할 자원이 없는 가난한 사람들보다 공공재를 제공하는 데에 있어서 부정적으로 느낄 것이라고 주장했다. 가난한 사람들은 가지고 있는 자원이 적기 때문에 대개 무임승차 전략을 선택하는 것 외에는 선택의 여지가 거의 없을 것이다. 즉, 가난한 사람들은 공공재를 제공하지 않고 공공의 이익을 얻으려고 시도할 것이다. 이러한 상황은 공공재가 거의 생겨나지 않는 상황 (혹은 비효율적인 생산)을 만들 수 있다.

### 기관 설계
공공재는 주로 정부가 제공하지만 언제나 그렇지는 않다. 집단적인 실패를 줄이기 위해 다양한 제도의 설계에 관한 연구가 진행되었으며, 생산 비용, 효용적 기능 및 협업 효과를 따르는 설계가 가장 좋은 결과를 낼 것으로 예상된다. 몇 가지 예시를 들자면:

#### 공동 제품
공동제품 모델(A joint-product model)은 공익에 대한 사익 가입의 협력효과를 분석한다. 예를 들어, 세금 공제 (민간재)는 자선 단체 (공공재)에 대한 기부와 연계된다.
사적 재화가 독점에 의해 제공된다는 가정 하에서, 사적 재화와 공공 재화가 연결점을 가져야만 공공 재화의 제공이 증가한다는 것을 알 수 있다. (그렇지 않은 경우에 사적 재화는 공공재와의 연계없이 오직 경쟁사에 의해 사적 재화의 제공을 결정한다).

#### 클럽
지적 재산권과 같은 제도적 설계의 일부분은 배제 원리를 도입하고, 순수한 공공재를 불공정한 공공재로 인위적인 전환을 시킬 수 있다.
배제 원리의 비용이 협력으로 얻은 이득보다 높지 않을 때 클럽이 등장한다. 제임스 M. 뷰캐넌 (James M. Buchanan)은 논문에서 클럽이 정부의 개입에 대한 효율적인 대안이 될 수 있음을 보여 주었다.
국가는 회원이 국민인 클럽으로 볼 수 있다. 이런 경우에 정부는 클럽의 관리자가로 여겨진다.

#### 연합적 구조
이론에 따르면 어떤 경우에는 협업이 큰 그룹보다는 작은 그룹에서 자발적으로 나타난다고 한다. (예 : 던바 번호). 연합적 구조는 노동 조합이나 자선 단체가 종종 연합적 구조를 갖는 이유를 설명할 수 있다.

## 철학
20세기 후반부터 분석 철학자는 사람들이 같이 집을 페인트 칠하거나 함께 산책을 하거나 산책을 함께 할 때 같이 행동한다는 의미에서만 집단 행동의 본질을 탐구 해왔다. 이런 특정 예시는 마이클 브래트먼, 마가렛 길버트, 존 설이 주로 제안했다.
(Gilbert 1989), 그리고 하위 기사와 길버트(2006년, 7장)이 포함되어 있는 책에서는 특별한 종류의 대인관계에서 나타나는 헌신에 영향을 받는 집단행동에 대한 설명을 하고 있는데, 길버트는 이를 "공동 헌신"이라고 부른다. 길버트가 주장한 것과는 다르게, 공동 헌신은 참가자가 무언가를 하겠다는 결정을 내릴 때와 같은 개인 차원에서의 독립적 약속의 문제가 아니다. 공동 헌신은 각각의 참가자가 뭔가를 만드는 것에 기여할 때 보이는 헌신에 가깝다. 이것은 누군가가 '같이 산책할까요?' 하고 물으면 상대방이 '네, 가죠.'라고 말하는 상황으로 이해할 수 있다. 길버트는 이러한 교환의 결과로 양 당사자는 공동으로 산책을 하기로 약속했으며, 따라서 이 두 명은 서로와 함께 그들이 산책하는 한 사람의 일부인 것처럼 행동해야 한다고 주장했다. 공동 약속은 명확하진 않을 수도 있고, 약속을 하는 데에 시간이 걸릴 수도 있다. 길버트의 견해에 따르면, 집단행동에 대한 공동 헌신의 한 가지 장점은 함께 산책하는 사람들이 서로가 산책을 끝내지 못하도록 부정적인 영향을 미치고 있다면 서로가 서로에게 행동 시정 조치를 요구할 수 있는 위치에 있다는 것이다. (Gilbert 2006a) 그녀는 합리적인 선택 이론을 적용하여 집단 행위에 공동 헌신이 적합한 것인지에 대해 이야기하고 있다.
설(Searle)(1990)에서 존 설은 집단 행동의 핵심에 있는 것은 각 참가자의 마음 속에 존재하는 '우리의 의도 we-intention'라고 주장한다. 존 설은 '우리의 의도' 나 "집합적 의도'를 설명하지는 않지만, 개인의 행동을 결정하는 "나의 의도 I-intentions"와는 다르다고 설명한다.
브래트먼(1993년)에서 브래트먼은 대략 두 사람이 각각 활동으로 집을 칠할 때 집을 함께 칠하는 이유를 공유하고, 또한 각각의 이유에 의해 합의된 색으로 칠해지도록 의도해야 한다고 설명했다. 이러한 조건들은 참가자들 사이의 "공통 지식"을 필수적으로 동반한다.
이 분야의 논의는 계속 확대되고 있으며 인류학, 발달 심리학 및 경제학을 포함한 다른 분야의 논의에 영향을 미치고 있다. 이 분야에서 살펴볼 수 있는 공통적인 질문은, '함께 행동하는 것이 무엇인지'를 제대로 정의하기 위해 개인의 의도를 넘어서는 관점에서 생각할 필요가 있는가 하는 것이다. 브래트먼은 그런 개인적인 의도를 넘어서지 않는다고 주장하지만, 길버트는 공동 헌신을 촉구하면서 개인의 의도를 넘어서야 한다고 이야기했다. 존 설의 설명 또한 길버트와 비슷하고, 더불어 집단적 의도에 대해서 질문을 던진다. '집단적 의도가 있을 때 상호 의무의 존재를 어떻게 설명해야 하는지'에 대한 질문은 또 다른 차원의 문제다.

## 합의점
연구자들은 사회적 정체성 모델에 의해 설명된 집단 행동의 심리적 메커니즘 외에도, 집단 행동이 나타나는 조건 하에 집단 행동이 존재하는 이유에 대한 사회학적 모델을 개발하고 연구했다. 사회적 차원에서 나타나는 일반 집단 행위 문제는 특이하게도 집단적 합의 중 하나로써, 어떻게 한 집단이 지배력을 가진 중앙의 부재에도 불구하고 하나의 일치하는 결론을 내릴 수 있는가에 관한 것이다. 대리인 그룹 (인간, 동물, 로봇 등)은 어떻게하는가? 중앙 조직이 없는 상황에서 내려진 결정이나 믿음에 대해 어떻게 집단 합의에 도달하는가? 이러한 집단 합의의 예시는 생물학, 경제학, 사회학과 같은 다양한 영역에서 찾아볼 수 있다.
합의는 명시적인 목표나 이익, 또는 행동 비용이 아니라 오히려 관련된 개인(과 그들의 신념)의 사회적 평형과 관련이 있다는 점에서 집단 행동 문제와는 구별된다. 그리고 사리사욕을 가진 개인들 사이에서 중앙집권화된 기관이 존재하지 않을 때 합의가 나타야만 자발적으로 간주될 수 있다.

### 특징
자발적 합의는 합의에 도달하는 과정(경쟁적 vs 협동적)뿐만 아니라 합의에 참여하는 개인의 사회적 구조(지역 대 글로벌)를 포함해서 4 가지의 특징을 따라 고려한다.
- 경쟁력
- 협력
- 지역적
- 전세계적

#### 경쟁력 VS 협동
자발적 합의의 가장 기초적인 과정은 상호 작용을 통해 스스로를 조정하려는 개인 간의 협력이나 결정해야할 대안 또는 선택 간의 경쟁으로 간주 될 수 있다. 합의를 위해 고려된 대안의 맥락뿐만 아니라 관련된 개인의 역할에 따라, 그 과정은 전적으로 협력적이거나, 전적으로 경쟁적이거나, 혼합적인 양상을 띌 수 있다.

#### 지역 VS 전세계
지역적 합의와 세계적 합의의 구별은 합의의 과정에 참여하는 개인의 네트워크의 기초가 되는 사회 구조의 관점에서 볼 수 있다. 지역 합의는 연결된 이웃 그룹간에 합의가 있을 때 발생하며, 세계적 합의는 인구의 대부분이 합의에 도달한 상태를 가리킨다. 합의가 이루어지는 방식과 이유는 중앙집권화된 기관의 존재(또는 그러한 기관의 결핍)뿐만 아니라 개인의 사회적 네트워크의 구조에 달려 있다.

### 평형 메커니즘
합의의 과정을 뒷받침하는 많은 사회적, 심리적 메커니즘이 있다. 이러한 메커니즘은 자발적인 합의가 출현하는 이유를 설명하고 개인과 역할에 따라 집단으로 분류된 이들의 평형을 촉진하는 방법을 이해하도록 도와준다.
- 평형 촉진
  - 커뮤니케이션[14]
  - 이탈자의 처벌[15]
  - 긍정적인 대가[16]
  - 적합성 편향[17]
- 대안의 선택
  - 논리적 반사[18]
  - 심리 및 공유된 편견
  - 기회 (모든 대안이 동등한 경우)[19]

### 방법과 기술
두 메커니즘의 학제 간 특성 때문에, 자발적 합의를 응용하는 방법이 개발 된 것만큼이나 자발적 협력의 출현과 진화를 연구하기 위한 다양한 기술이 개발되었다. 가장 널리 사용되는 두 가지 기술은 게임 이론과 소셜 네트워크 분석이다.

#### 게임 이론
전통적으로 게임 이론은 제로섬 게임을 연구하는 데 사용되어 왔지만, 이후 많은 다른 유형의 게임을 연구하는 것으로 확장되었다. 자발적 합의에 대한 연구와 관련한 게임으로는 협동 및 비 협동 게임이 있다. 보통 자발적인 것으로 간주 되려면 외부의 권위있는 기관이 없어도 합의에 도달해야하기 때문에, 비협동 게임과 내시 균형은 자발적 합의의 출현을 연구하는 데 있어서 가장 중요한 예시였다.
비협동 게임에서, 합의란 모든 선수들이 자기 강화나 동맹을 통해 지향하는 공식적인 내시 균형이다.

#### 소셜 네트워크 분석
게임 이론적 모델의 부자연 스럽거나 지나치게 제한된 가정을 피하는 자발적 합의의 출현을 연구하는 대안은 네트워크 기반 방법과 소셜 네트워크 분석 (SNA)을 사용하는 것이다. 이러한 SNA 모델은 이론적으로 합의를 촉진하는 통신 메커니즘에 기반을두고 있으며 네트워크의 정보 전파 프로세스 ( 행동 전염 )를 통한 출현을 설명한다. 컨센서스에 참여하는 에이전트 간의 영향력 (및 아이디어)의 확산을 통해 네트워크의 에이전트가 공유 평형 상태를 달성하면 로컬 및 글로벌 컨센서스가 나타날 수 있다. 이 합의 모델을 활용하여 연구자들은 로컬 동료 영향이 전체 네트워크에 걸친 글로벌 합의 및 협력에 도달하는 데 사용될 수 있음을 보여주었다. 이러한 합의와 협력의 모델이 특정 상황에서 성공한 것으로 나타 났지만, 연구는 단순한 전염 모델에 의해 의사 소통과 사회적 영향을 완전히 포착 할 수 없으며 순수한 전염 기반의 합의 모델에는 한계가 있을 수 있다는 연구 결과가 있다.

## 연관 단어
- 반부패
- 협업 혁신 네트워크
- 집단 지성
- 집단적 의도
- 공동 재산 자원
- 헌법 경제학
- 좋은 코디
- 무임승차 문제
- 집단활동 (사회학)
- 대규모 협업
- 내쉬 균형
- 파레토 최적
- 폴리 테리
- 죄수의 딜레마
- 혁신의 민간 집단 모델
- 공공재
- 사회적 사실
- 공유지의 비극
- 반공유지의 비극

## 같이 보기
- 집단 지성
- 헌법 경제학
- 내시 균형
- 파레토 최적
- 죄수의 딜레마
- 공공재
- 공유지의 비극

## 참고 자료
- Bratman, Michael (October 1993). “Shared intention”. 《Ethics》 104 (1): 97–113. doi:10.1086/293577. JSTOR 2381695.
- Dolata, Ulrich; Schrape, Jan-Felix (2015). “Masses, Crowds, Communities, Movements: Collective Action in the Internet Age”. 《Social Movement Studies》 15: 1–18. doi:10.1080/14742837.2015.1055722.
- Dolata, Ulrich; Schrape, Jan-Felix (2018). 《Collectivity and Power on the Internet. A Sociological Perspective》. London Cham: Springer. doi:10.1007/978-3-319-78414-4. ISBN 9783319784137.
- Gilbert, Margaret (1989). 《On social facts》. London New York: Routledge. ISBN 9780415024440.
- Gilbert, Margaret (2006a). “Rationality in Collective Action”. 《Philosophy of the Social Sciences》 36 (1): 3–17. doi:10.1177/0048393105284167.
- Gilbert, Margaret (2006). 《A theory of political obligation : membership, commitment, and the bonds of society》. Oxford Oxford New York: Clarendon Press Oxford University Press. ISBN 9780199274956.
- Hardin, Russell (1982). 《Collective action》. Baltimore: Johns Hopkins University Press. ISBN 9780801828195.
- Meinzen-Dick, Ruth Suseela; di Gregorio, Monica, 편집. (2004). 《Collective action and property rights for sustainable development》. Washington, DC: International Food Policy Research Institute. 2020 Focus No. 11. Pdf.
- Olson, Mancur (1965). 《The logic of collective action: public goods and the theory of groups》. Cambridge, Massachusetts: Harvard University Press. ISBN 9780674537514.
- Ostrom, Elinor (1990). 《Governing the commons: the evolution of institutions for collective action》. Cambridge New York: Cambridge University Press. ISBN 9780521405997.
- Searle, John R. (2002), 〈Collective intentions and actions〉,   Searle, John R., 《Consciousness and language》, New York: Cambridge University Press, 90–105쪽, ISBN 9780521597449.
- van Winden, Frans (December 2015). “Political economy with affect: on the role of emotions and relationships in political economics”. 《European Journal of Political Economy》 40 (B): 298–311. doi:10.1016/j.ejpoleco.2015.05.005.